# Діана (пароплав)
Паропла́в «Діана» (з 1918 року – «Карл Маркс») – вантажний пароплав Російського товариства пароплавства та торгівлі, що займався перевезенням вантажів Чорним, Балтійським і Північним морями. Спущений на воду у 1899 році, потоплений як мішень у 1956 році в західній частині Азовського моря біля Арабатської стрілки.

## Історія
Спущений на воду в 1899 році на верфі Howaldtswerke в місті Кіль, Німеччина, на замовлення Російського товариства пароплавства та торгівлі. Більшість своєї служби займався перевезенням вантажів Чорним, Балтійським і Північним морями.
З 1902 по 1905 рік судном командував активний учасник севастопольського повстання Петро Петрович Шмідт. 
В кінці листопада 1903 року «Діана» йшла через всю Європу з Риги до Одеси. Маршрут пролягав через Балтійське море, де судно потрапило у шторм. Двоє діб Шмідт стояв на капітанському мостику, поки погода не покращилася. В цей момент капітан пішов до своєї каюти перепочити. Проте вже через кілька годин погода знову змінилася і пароплав опинився в тумані і йшов з поганою видимістю. Помічник, стоявший на вахті, не повідомив Шмідта про зміну погоди і «Діана» налетіла на підводну гряду біля острова Мьон поблизу Данії.
Радіо в ті роки не існувало. Перша радіостанція на російському торговому судні з'явилася тільки у 1908 році на судні «Росія», а отже екіпаж не міг подати сигнал лиха. На третій день становище пошкодженого пароплава стало критичним і екіпаж був евакуйований на острів. Сам же капітан лишився на судні і був знятий з нього тільки через 16 днів, коли 14 грудня судно помічено іншими людьми.
За цей інцидент капітан Шмідт був відданий під суд, проте покарання не отримав: через кілька днів почалася російсько-японська війна і той був мобілізований до лав армії.

Судно вдалося врятувати і відновити. Зберігся лист Шмідта синові з Кіля, де «Діана» ремонтувалася після аварії:
«Дуже велика робота має бути закінчена, і тільки тоді я можу просити відпустити мене. Треба, синочку, дивитися на речі по-чоловічому і не допускати в душі слабкості. Якщо пароплав під моїм командуванням зазнав такої жорстокої аварії, то мій обов’язок не уникати всієї роботи для наведення ладу. Я хочу, щоб «Діана» після нещасть і лагодження була ліпшою і міцнішою, ніж раніше. Якщо я не буду більше на ній плавати, то нехай вона плаває ще довго і благополучно без мене цілковито справна. Скінчу все, тоді відпочину вдома з чистою совістю, а не як утікач-ледар».
Екіпаж «Діани» брав участь у Цусімському бою. Згодом 1917 року моряки цього пароплава відмовились підкоритися Тимчасовому уряду й взяли бік більшовиків. 
Після націоналізації входив до складу судів Радянського торгового флоту (рос. Совторгфлот), потім до складу Азовського державного морського пароплавства. У 1918 році отримав назву «Карл Маркс» на честь німецького філософа.
З 27 липня 1941 по 11 серпня 1942 перебував у складі Чорноморського флоту як транспортне судно. 
У 1956 році судно було зписано і передано для використання в якості мішені. «Карл Маркс» був приведений на полігон у західній частині  Азовського моря біля Арабатської стрілки та посаджено на мілину.

## Технічні характеристики
- Водотоннажність: 8 000 тонн;
- Довжина: 108 (по перпендикулярах 105,15) метрів;
- Ширина: 14,02 метри;
- Осадка: 6,55 метри;
- Повна місткість: 3308 GRT;
- Потужність: 1 800 кінських сил;
- Двигуни: парова машина потрійного розширення;
- Швидкість: 8,5 (за іншими даними 10,5) вузлів;
- Місткість: повна – 3502,25; чиста – 2144,15 тонн.

## Дослідження
Наприкінці 1980-х років судно обстежили бердянські яхтсмени (яхтовий капітан майстер спорту СРСР М. Агєєв). Вперше були зроблені фотографії корпусу судна, що частково зберігся, палуби, залишків парової машини.
На прохання Бердянського краєзнавчого музею і за підтримки Бердянського морського торгівельного порту під час морської експедиції, очолюваної Г. Г. Патеєм, з дна Азовського моря у районі Арабатської стрілки був піднятий гребний гвинт пароплаву. Перевезений у місто Бердянськ 15 вересня 2009 року до Дня міста, де і зберігається.
Діаметр деталі – 5 метрів, товщина вісі – 0,9 метра, вага – 8 тон.